# Eremo di San Trano
L'eremo di San Trano è un luogo di culto situato in territorio di Luogosanto, comune della Gallura, nella Sardegna nord-orientale. L'edificio si isola sopra un imponente pianoro granitico che domina il centro abitato e dal quale sono spesso riconoscibili i monti della vicina Corsica.

## Descrizione
Secondo la tradizione agiografica i santi anacoreti Nicola e Trano, vissuti a cavallo fra il IV e il V secolo, scelsero di dedicarsi totalmente alla preghiera, ritirandosi in eremitaggio e vivendo di stenti fra le rocce e gli anfratti delle campagne di Luogosanto. Se ne persero le tracce fino a quando, nel 1227, le loro spoglie furono rinvenute da due monaci francescani guidati dalla Madonna che gli sarebbe apparsa in sogno. Una volta riconosciuta l'autenticità delle reliquie venne deciso di erigere la chiesa.
L'eremo è un edificio semplice ad aula unica, realizzato in blocchi irregolari di granito, esternamente a vista e intonacati all'interno. La pavimentazione è in lastre di granito. La copertura è a doppio spiovente con travi in legno ricoperte da canne e protette da tegole.
Suggestive le rocce incastonate nella mura perimetrali ed in particolare, nella parte anteriore dell'edificio, una grotticella sotto la quale è collocato il piccolo altare, quest'ultimo composto da un unico blocco di pietra irregolare.

## Galleria d'immagini

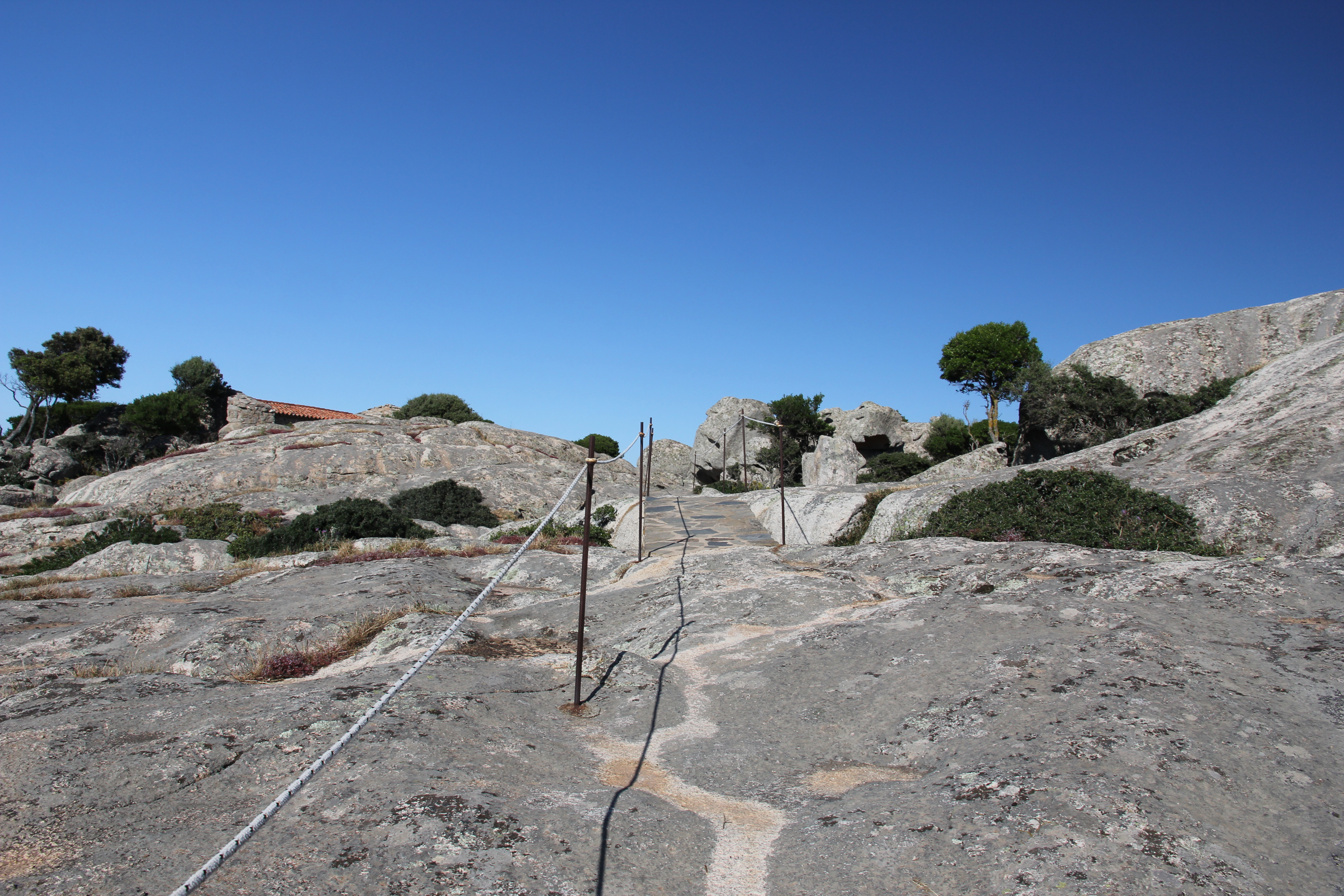
Il percorso verso la chiesa
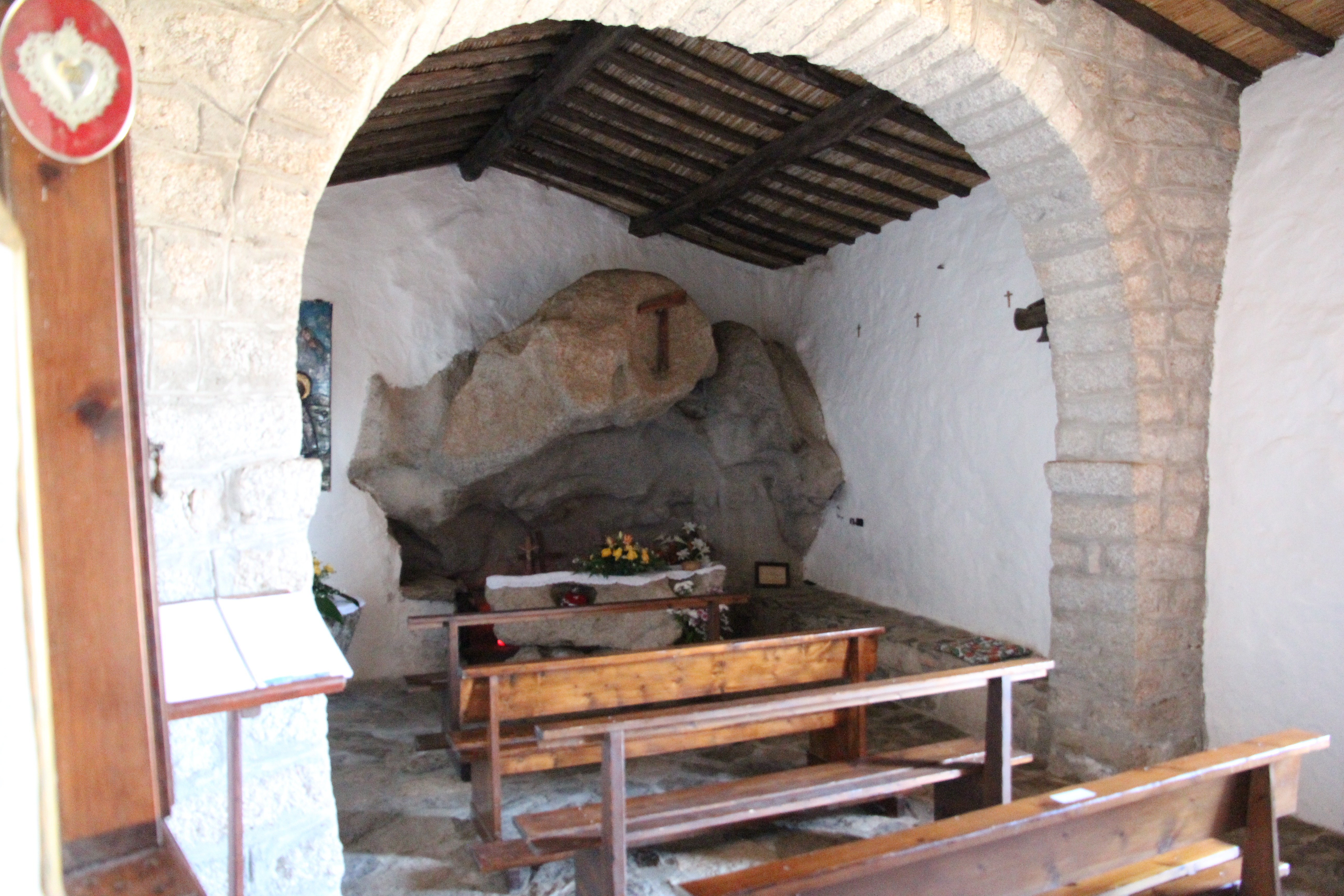
Interno
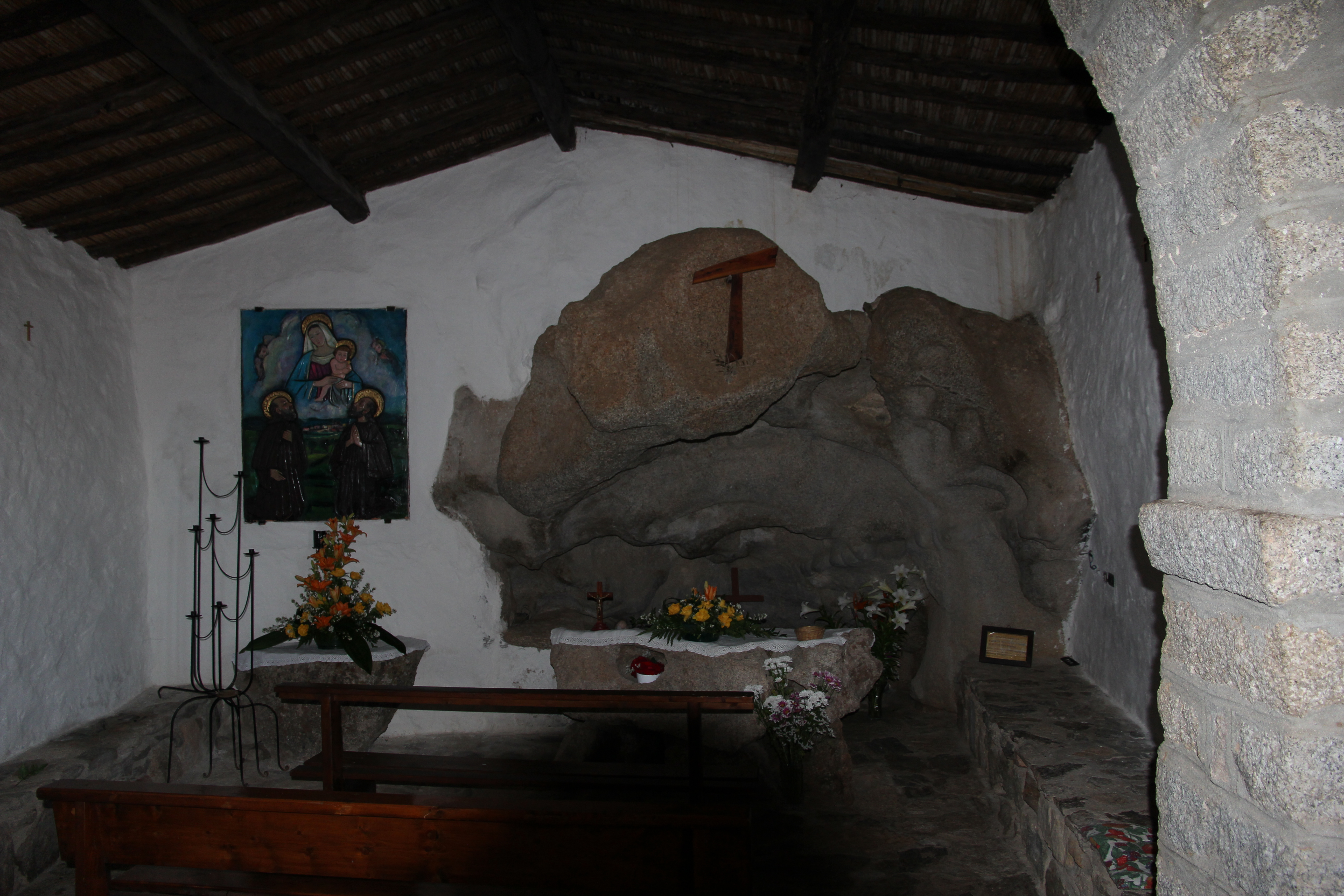
L'altare
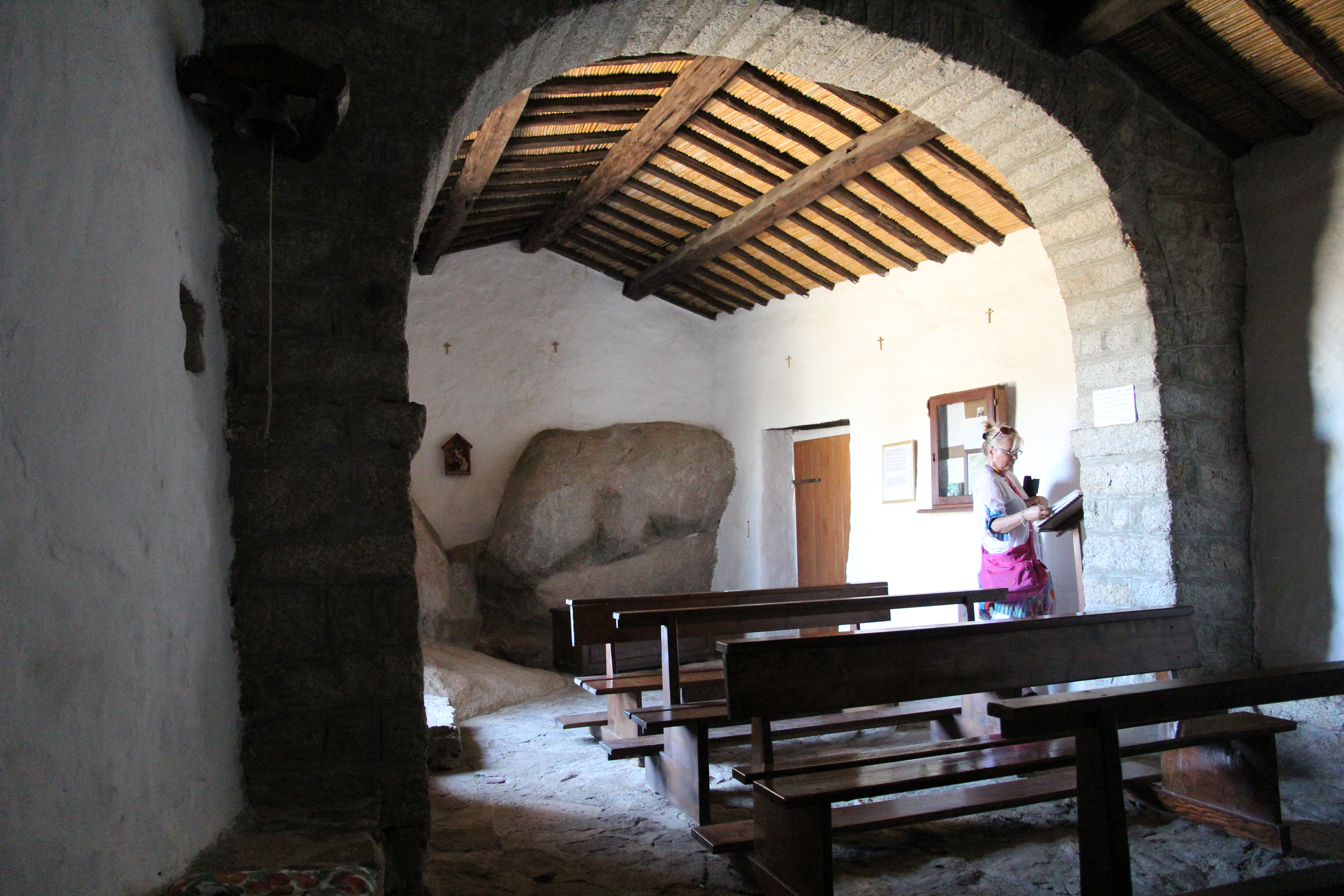
Interno